# Eugène Le Mouël
Pour les articles homonymes, voir Le Mouël.
Eugène Le Mouël, né à Villedieu-les-Poêles (Manche) le 24 mars 1859 et mort le 17 décembre 1934, est un illustrateur, écrivain et poète français.

## Parcours
Né d'un père breton et d'une mère normande, il passe sa jeunesse en Normandie et en Bretagne, à Granville, Lorient, Saint-Brieuc et Pontivy. Après des études à Granville et à Caen, il fait son droit à Paris et prend un emploi aux Chemins de Fer de l'État, d'où il démissionne pour se consacrer au dessin et à l'écriture.
Il est portraituré par le peintre Paul Chabas sur le tableau représentant les poètes du Parnasse, Chez Alphonse Lemerre, à Ville d'Avray (1895), aux côtés de Heredia, Jules Breton ou Paul Bourget.
Il fréquente Le Chat noir, célèbre cabaret de Montmartre. Il est ami avec Émile Goudeau et est membre du club Les Hydropathes. Il est vice-président du club les Hirsutes.
En 1891 et 1894, il reçoit le prix Archon-Despérouses.
Eugène Le Mouël a publié des romans, des recueils de poésie et des ouvrages illustrés. Il collabora à la revue Le Chat noir, à La Caricature, Le Rire, Mon journal illustré pour les enfants (histoire de Jojo Dibidoub, l'ambitieux), Polichinelle et à Guignol : cinéma des Enfants  entre 1919 et 1936 et fut président de la Société des poètes français. Il illustra Le Noël, revue enfantine de la Maison de la bonne presse. Il travailla aussi les images d'Épinal pour Pellerin et Quantin à Paris.
Il inspira aussi, avec son "Sapeur Gruyer", Les Facéties du sapeur Camember, bande dessinée française créée par Christophe

## Décorations
- Officier de la Légion d'honneur[4]
- Officier de l'Instruction publique[4]

## Œuvres
- Feuilles au vent, poésies (1879)
- Voyage du haut mandarin Ka-Li-Ko et de son fidèle secrétaire Pa-Tchou-Li (1885), réédition Paris 2e trimestre 2015, Éditions You Feng (ISBN 978-2-84279-655-6)
- Bonnes gens de Bretagne, poésies (1887)
- Stances à Brizeux, poème (1888)
- Une revanche (1889)
- L'Incroyable rencontre (1889)
- La Vieille Yvonne Plœmeur (1890)
- Enfants bretons, poésie (1890)
- Le Nain Goëmon, conte illustré (1890)
- Fleur de blé noir, missel d'amour (1893) Texte en ligne
- Kemener, théâtre lyrique (1894)
- Le Fiancé de la mer, théâtre lyrique (1895)
- Le Bon Toto et le méchant Tom (Trim) (1900)
- Dans le manoir doré, poésies (1901)
- Jeunes filles (1913)
- Teuf-teuf enfant moderne, grand film comique d'aventures, dans la revue Guignol (1921)
- Illustrations pour le conte Jean Daoulas ou l'aventure d'un petit mousse qui voulait être novice de Charles Le Goffic (in : "Chez les Jean Gouin" - Paris, Delamain, s.d. - 1921)
- Les Deux gars de Roz Gouet (1923)
- L'Héritage de Joris Pepperdijk (1924)
- Dibidoub l'ambitieux (paru sous le titre "Jojo Dibidoub l'ambitieux " dans Mon Journal illustré pour les enfants du 20 mai 1922 à octobre 1922 )
- L'Héritier de Baldinvin (1924)
- Le Chat Papacou (1925)
- Une pension en aérobus (1925)
- Le Louis d'or de Kergéjou (1925)
- L'Araignée, contes (1930)
- Mont-Saint-Michel au péril de la mer (1932)
- La vie autrefois au Mont-Saint-Michel, plaquette de 31 pages avec dessins de l’auteur et gravures d’Henri Voisin, s.d.
- Tom, petit clerc de notaire, dans la revue Guignol (1936)

### Sources
- Adolphe van Bever, Les Poètes du terroir du XVe au XXe siècle, Librairie Ch. Delagrave, Paris, v. 1908, t. 1, p. 470.